# Bauhinia ellenbeckii
Bauhinia ellenbeckii är en ärtväxtart som beskrevs av Hermann August Theodor Harms. Bauhinia ellenbeckii ingår i släktet Bauhinia och familjen ärtväxter. Inga underarter finns listade i Catalogue of Life.